# ویللینکی
ویلْلینْکی (به فنلاندی: Villinki) یک منطقهٔ مسکونی در فنلاند است که در هلسینکی واقع شده‌است. ویللینکی ۱٫۷ کیلومتر مربع مساحت دارد.